# Альманах библиофила
«Альманах библиофила» — сборник статей и художественных произведений, посвящённых книгам, книжному искусству, а также известным библиофилам, книгоиздателям и другим деятелям книжной культуры.

## История
«Альманах библиофила» начал выходить с 1973 года в издательстве «Книга» (Москва) под редакцией председателя Клуба книголюбов при Центральном доме литераторов Е. И. Осетрова (1923—1993). За период с 1973 по 1993 год вышло 28 номерных выпусков, с обычной периодичностью одна-две книги в год.
Альманах имеет популярный характер и стиль изложения (некоторые публикации выполнены в жанре интервью, эссе и т. п.). На его страницах помещены материалы, связанные с книгособирательством, судьбой библиотек и отдельных книг. В альманахе неоднократно печатались материалы о библиофильских обществах 1920—1930-х годов, об истории миниатюрных изданий и экслибрисов, о выдающихся деятелях книги (например, об С. А. Венгерове или об А. Дюрере).
Большое место в «Альманахе библиофила» занимают рассказы о личных библиотеках известных библиофилов и писателей: Д. П. Бутурлина, В. Н. Татищева, П. В. Губара, А. Ф. Онегина, М. И. Чуванова, В. Н. Алексеева, В. А. Жуковского, М. Горького, М. И. Цветаевой и многих других. В «Альманахе» были также впервые опубликованы многие архивные материалы, воспоминания деятелей книги: работа П. П. Шибанова «Друзья и враги книги», «Воспоминания» М. В. Сабашникова, «Московские книголюбы» А. А. Сидорова и другие. В 1983 году под редакцией В. В. Кунина был переиздан раритетный «Альманах библиофила 1929 г.» с приложением брошюры В. В. Кунина «Ленинградское общество библиофилов и его альманах».
Альманах содержит ряд тематических разделов: в исследовательском разделе «Поиски и находки» регулярно публиковались сообщения ученых и библиофилов, например, статья Т. Быковой «Издания амстердамской типографии Я. Тессинга». Раздел «Резцом и кистью» посвящён искусству оформления и художникам книги. В «Книжном развале» помещены сообщения об уникальных изданиях, автографах, экслибрисах и т. п. Раздел «Хроника» информирует о заседаниях клубов книголюбов, различных секций книги. В дополнение в каждом выпуске «Альманаха библиофила» напечатаны стихи и прозаические произведения, как русскоязычные, так и переводные, посвящённые книге и книжникам.
В 1993 году издание прервалось и было возобновлено в 2005 году Международным союзом книголюбов.

## Издания
- 1 (1973)
- 2 (1975)
- 3 (1976)
- 4 (1977)
- 5 (1978)
- 6 (1979)
- 7 (1979)
- 8 (1980)
- 9 (1980)
- 10 (1981)
- 11 (1981)
- 12 (1982)
- 13 (1982)
- 14 (1983)
- 15 (1983)
- 16 (1984)
- 17 (1985)
- 18 (1985)
- 19 (1985)
- 20 (1986)
- 21 «Слово о полку Игореве. 800 лет» (1986)
- 22 (1987)
- 23 «Венок Пушкину (1837—1987)» (1987)
- 24 «Книга Монголии» (1988, ISBN 5-212-00193-5)
- 25 (1989, ISBN 5-212-00194-3)
- 26 «Тысячелетие русской письменной культуры (988—1988)» (1989, ISBN 5-212-00231-1)
- 27 (1990, ISBN 5-212-00120-X)
- 28 (1993, ISBN 5-7025-0017-2)
- 29 (2005)
- 30 (2006)
- 31 (2007)
- 32 (2008)
- 33 (2009)
- 34 (2010)
- 35 (2012)
- 36 (2013)
- 37 (2014)
- 38 (2015)
- 39 (2016)
- 40 (2017)
- 41 (2018)
- 42 (2019)
- 43 (2020)
- 44 (2021)
- 45 (2022)
- 46 (2023)